# تيد رايلي
تيد رايلي (بالإنجليزية: Ted Reilly؛ مواليد 14 سبتمبر 1991) هو ممثل بريطاني.

## وصلات خارجية
- تيد رايلي على موقع IMDb (الإنجليزية)